# くそったれ! 少年時代
くそったれ! 少年時代（くそったれ! しょうねんじだい、原題：HAM ON RYE）はアメリカの作家で詩人のチャールズ・ブコウスキーによる半自伝的小説。

## 概要
「ヘンリー・チナスキー」という、ブコウスキーの分身的存在について、彼の少年時代を辿っている。ブコウスキーのがさつな性格について平易な表現で描かれており、本作では彼の世界大恐慌中のロサンゼルスにおける成人前の姿を知ることができる。

## 構成
ブコウスキーの前回の作品と同様に本作は作者が育ったロサンゼルスを舞台としている。ブコウスキーは故郷について事実に即して描写しつづけ、ロサンゼルスの都市そのものよりも、そこで暮らす人々についてより関心を払っている。彼と彼の家族がオレンジ果樹園から追い出される冒頭の場面のように、ロサンゼルス郊外の情景においてはチナスキーを侵入者のように描写している。

## 主人公
ブコウスキーの前回の作品と同様に、本作はヘンリー・チナスキーの生活について、彼の幼少期と少年時代を中心に据えている。作中を通じて、「ポスト・オフィス」や「パンク、ハリウッドを行く」で見られるような、ブコウスキーの人間嫌いなアンチヒーロー的性格が展開している。大不況下のロサンゼルスで貧しく育ったチナスキーは皮肉屋の独り者に成長する。
これはおもに彼の家庭生活に由来し、彼はそこで父親からしばしば(たいてい理由もなく)殴られる。彼がスポーツが得意でなく、そしてニキビが醜いことにより、やがて学校の子供たちから疎んじられるようになっていく。

彼はよく彼を疎んじる者に直面すると暴力に訴え、同級生たちにタフガイな印象を与える。

## チナスキー一家
ヘンリー同様、ほかのチナスキー一家はブコウスキー自身の家族を手本にしている。たとえば、ヘンリーの両親はブコウスキーと同様、第一次大戦のあとにドイツで出会っている。
- エミリー チナスキーの父方の祖母。小説の冒頭、彼女の言葉についてのチナスキーの最初の記憶は「まったく、ろくでなしどもばっかりだね！(“I will bury all of you!)」と言い放つことである。

- レナード チナスキーの祖父で、エミリーと別居。レナードが酒のみであっても、チナスキーは彼を立派な男だと認めている。チナスキーが最初に出会ったとき、レナードよりドイツの十字勲章を与えられている。

- ヘンリー・チナスキー・シニア チナスキーの父。ドイツで母と出会い、そこでヘンリー（ジュニア）が生まれた。小説の冒頭で父は牛乳配達人として働いている。彼は息子に小さい頃から体や言葉で責め立て、厳しく残酷にふるまう。父は家族、弟のジョンと兄のベンを軽蔑している。父はしばしば彼らを酒飲みで女たらし（息子はやがてそうなるが）だとこき下ろしている。大恐慌の始まりのころ、父は仕事を失ったものの、あたかも仕事をしているかのように近所を車で乗り回して一日を過ごす。息子は時がたつにつれ彼の折檻を疎ましくなりはじめ、二人はやがてあからさまに憎しみを互いに持ち始める。

- キャサリン チナスキーの母。生粋のドイツ人で、第二次大戦のあとドイツでヘンリーの父と出会い結婚した。キャサリンは情愛深い母親だが、ヘンリー・シニアの罵りに甘んじている。チナスキーは初め父親の暴力から守ってくれないことに恨むが、後に自分と同じく彼女を別の犠牲者と考えるようになる。
- ベン チナスキーの叔父。結核のためサナトリウムに住んでいる。

- アナ チナスキーの叔母で父親の弟ジョンに嫁いだ。ジョンは失踪し子供2人を抱え困窮している。

## 日本語訳
「くそったれ! 少年時代」中川五郎訳 河出文庫 1999年 ISBN 4-309-46191-3